# Max Geißler

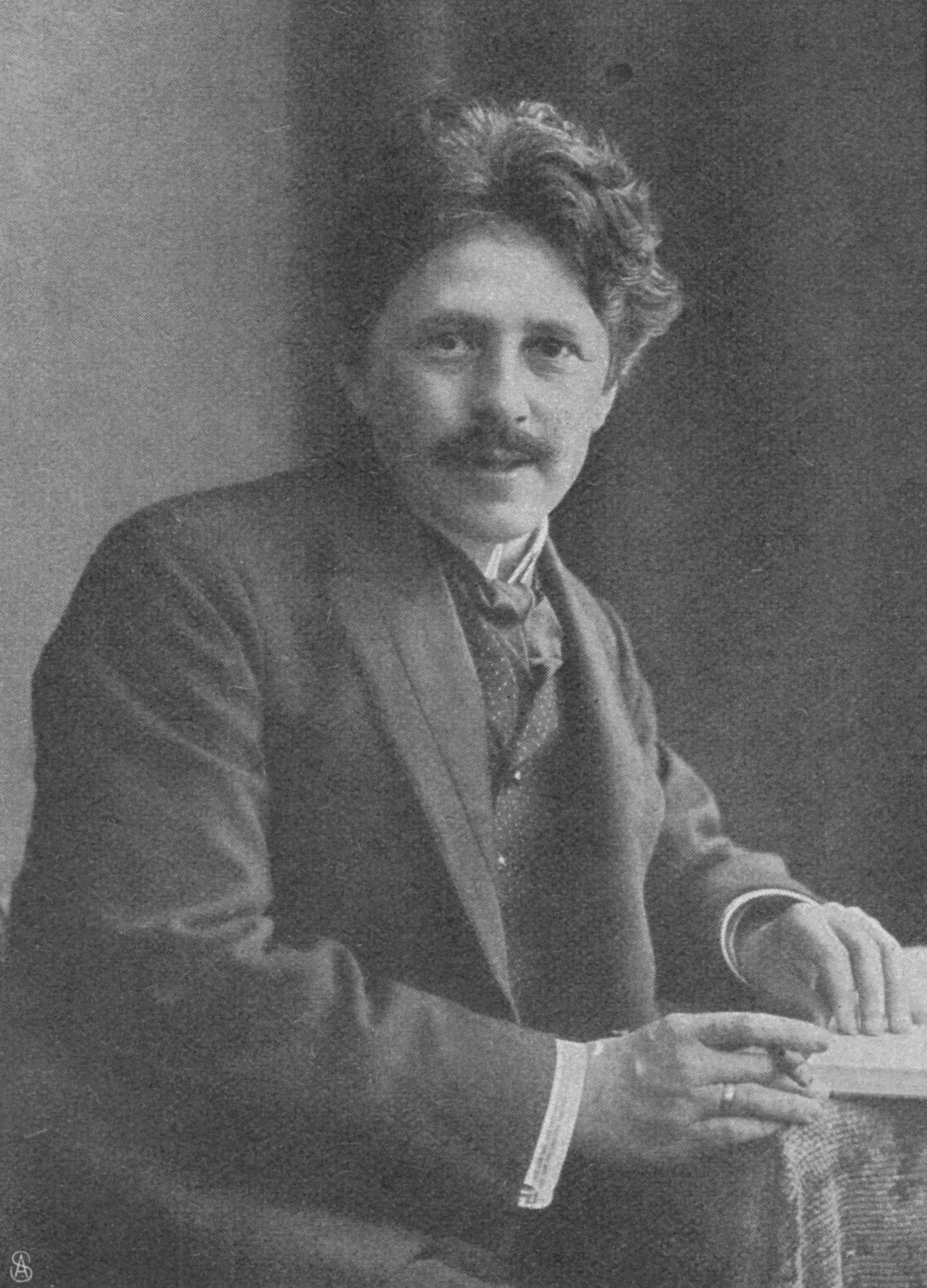
Max Geißler im Jahr 1904

Max Geißler (* 26. April 1868 in Großenhain; † 26. Februar 1945 in Capri (Kampanien)) war ein deutscher Redakteur und Schriftsteller, der auch als Literaturwissenschaftler Bedeutung erlangte.

## Leben
Geißler besuchte in Dresden das Freiherrlich von Fletchersche Lehrerseminar und studierte anschließend an der Universität Leipzig Pädagogik. Er brach aber dieses Studium vor dem Staatsexamen ab und absolvierte eine Ausbildung zum Buchhändler, die er 1891 erfolgreich abschloss. Anschließend bekam er eine Anstellung in Frankfurt am Main als Redakteur beim Frankfurter General-Anzeiger.
1899 wechselte er in gleicher Position nach Dresden. Dort heiratete er Mathilde Lauterbach und dort war auch bereits 1893 sein Sohn, der spätere Schriftsteller Horst Wolfram Geißler, geboren worden. Nach ersten Erfolgen als Schriftsteller ließ sich Geißler zusammen mit seiner Familie in Weimar nieder.
Nach dem Ersten Weltkrieg ging Geißler zurück nach Dresden und von dort aus später nach Capri. Dort starb er am 26. Februar 1945, acht Wochen vor seinem 77. Geburtstag.
Bereits im Jahre 1907 erschien von ihm der Roman Inseln im Winde. Sein Roman Der Erlkönig wurde 1911 als Fortsetzungsroman in der Kölnischen Zeitung abgedruckt. Bekannt wurde er vor allem mit seinem Roman Der Heidekönig aus dem Jahre 1919.
Im Jahr 2016 erschien eine Auswahl seiner Gedichte unter dem Titel Graunebel in der Reihe Lyrik-Klassiker im Martin Werhand Verlag.

## Literarische und politische Einstellung
Geißlers literarische Haltung war entschieden antimodernistisch. Entsprechend sind auch die Werturteile, die er in seinem Literaturführer über andere Autoren fällt. Er selbst tendierte zum völkischen Nationalismus und schon vor 1933 zum Nationalsozialismus. Werke eindeutig dieser Richtung sind u. a.:
- Nach Rußland wollen wir reiten, Leipzig 1915 (Digitalisat)
- Die Wacht in Polen, Leipzig 1916[3]
- Schollentreue oder: Der rote Feind im Waldhof, Leipzig 1929. Fortsetzungsroman[4] im NS-Blatt "Der Freiheitskampf", als Buch erschienen im antisemitischen Hammer-Verlag.[5]
- Deutschland erwache! Ein Hitlerroman aus verbotener Zeit, Leipzig 1933.[6]

## Werke
- Das Buch von Frau Holle. Fischer u. Franke, Düsseldorf um 1900
- Jochen Klähn. Hermann Costenoble, Berlin 1903
- Inseln im Winde. Ein Halligroman. Staackmann, Leipzig 1907 (Digitalisat), Neuauflage Hofenberg, Berlin 2016, ISBN 978-3-86199-842-6.
- Das sechste Gebot. 4. Taus., Staackmann, Leipzig 1908 (Digitalisat).
- Die Musikantenstadt. Staackmann, Leipzig 1908 (Digitalisat).
- Die Rose von Schottland, eine Dichtung. Verlag L. Staackmann, Leipzig 1909
- Der Douglas. Scholz, Mainz 1909
- Kater Quitsch. Ein Tierroman. Alwin Huhle, Dresden um 1910
- Die Bernsteinhexe. Enßlin & Laiblin, Reutlingen um 1910
- Tausend und eine Nacht, der Jugend erzählt. Enßlin & Laiblin, Reutlingen um 1910
- Das Heidejahr – Tagebuch eines Einsiedlers. Verlag L. Staackmann, Leipzig 1911 (Digitalisat).
- Briefe an meine Frau 1903 bis 1912. Verlag L. Staackmann, Leipzig 1912
- Am Sonnenwirbel. Eine erzgebirgische Dorfgeschichte. 3. Aufl., Verlag L. Staackmann, Leipzig 1912 (Digitalisat).
- Führer durch die deutsche Literatur des 20. Jahrhunderts. Alexander Dunker, Weimar 1913 (Digitalisat).
- Das hohe Licht. Verlag L. Staackmann, Leipzig 1913 (Digitalisat).
- Großes Märchenbuch. Bonz, Stuttgart 1913
- Das Moordorf. Verlag L. Staackmann, Leipzig 1913
- Die neuen Gedichte. Verlag L. Staackmann, Leipzig 1914
- Jockele und die Mädchen. Roman aus dem heutigen Weimar. Ullstein, Berlin und Weimar 1916 (Digitalisat). Neuauflage Hofenberg, Berlin 2016, ISBN 978-3-86199-832-7.
- Drei Mann unterm Glassturz. Verlag Otto Rippel, Hagen 1917
- Jockele und seine Frau. Ullstein, Berlin Wien 1917. Neuauflage Hofenberg, Berlin 2017, ISBN 978-3-7437-1990-3.
- Inseln im Winde. Ein Halligroman. Verlag L. Staackmann, Leipzig 1918
- Die Herrgottswiege. Verlag L. Staackmann, Leipzig 1919 (Digitalisat).
- Der Heidekönig. Gebrüder Enoch, Hamburg/Leipzig 1919 (Digitalisat).
- Peter Lebegerns grosse Reise. Enoch, 1921
- Kaspar der Sonderling – Roman eines Dachses. Mosaik Verlag, Berlin 1923
- Die grüne Stadt. Roman aus der Vogelwelt. Ullstein, Berlin 1923
- Die Fahrt zur Unsterblichkeit. Roman um van Gogh. Fritsch, Leipzig 1929
- Deutschland, wach auf! Ein Freiheitsroman. Adolf Klein Verlag, Leipzig S3 1931
- Graunebel: 50 zeitlose Gedichte. Martin Werhand Verlag, Melsbach, 2016